# Chiesa di San Bernardino (Asciano)
La chiesa di San Bernardino è un edificio sacro che si trova in corso Matteotti ad Asciano, in provincia di Siena, arcidiocesi di Siena-Colle di Val d'Elsa-Montalcino.

## Storia e descrizione
Era un tempo dedicata a San Giovanni Battista e apparteneva alla Commenda dei Cavalieri di Malta, che ne erano entrati in possesso dopo la soppressione dell'Ordine gerosolimitano, che fin dai primi decenni del Trecento ne era stato il proprietario gestendo l'annesso e più antico ospedale.
Della lunga permanenza ad Asciano dei Cavalieri gerosolimitani rimane un'iscrizione, murata all'interno della chiesa, che ricorda il restauro dell'edificio nel 1324. Dal tardo Settecento data in uso ai confratelli della Compagnia di San Bernardino, che vi trasferirono il veneratissimo Nome di Gesù, è provvisoriamente adibita a museo archeologico.